# Coelostylinidae
Coelostylinidae zijn een uitgestorven familie van weekdieren uit de klasse van de Gastropoda (slakken).

## Taxonomie
De volgende taxa zijn bij de familie ingedeeld:
- Geslacht  † Coelostylina Kittl, 1894
  -  † Coelostylina ahlburgi Assmann, 1924
  -  † Coelostylina angulifera White, 1874
  -  † Coelostylina camerata Böhm, 1895
  -  † Coelostylina clarissima Dietz, 1911
  -  † Coelostylina clava Böhm, 1895
  -  † Coelostylina cochlea Münster, 1841
  -  † Coelostylina conica Münster, 1841
  -  † Coelostylina costata Batten and Stokes, 1986
  -  † Coelostylina crassa Münster, 1841
  -  † Coelostylina gibsoni Brown, 1841
  -  † Coelostylina gregaria Schlotheim, 1822
  -  † Coelostylina griesbachi Kittl, 1894
  -  † Coelostylina hoernesi Böhm, 1895
  -  † Coelostylina hylas Kittl, 1894
  -  † Coelostylina inconstans Kittl, 1894
  -  † Coelostylina inexspectata Haas, 1953
  -  † Coelostylina infrastriata Kittl, 1894
  -  † Coelostylina karreri Kittl, 1894
  -  † Coelostylina liscaviensis Giebel, 1856
  -  † Coelostylina medea Kittl, 1894
  -  † Coelostylina muensteri Böhm, 1895
  -  † Coelostylina nodosa Münster, 1841
  -  † Coelostylina ovula Kittl, 1894
  -  † Coelostylina paludinare Terquem, 1855
  -  † Coelostylina stoppanii Kittl, 1894
  -  † Coelostylina striatopunctata Stoppani, 1857
  -  † Coelostylina subconcentrica Münster, 1841
  -  † Coelostylina tambosolensis Haas, 1953
  -  † Coelostylina tietzei Kittl, 1894
  -  † Coelostylina turritellaris Münster, 1841
  -  † Coelostylina virginensis Batten and Stokes, 1986
  -  † Coelostylina waageni Kittl, 1894
  - Ondergeslacht  † Coelostylina (Gradiella) Kittl, 1899
    -  † Coelostylina (Gradiella) acutemaculata Stoppani, 1858
    -  † Coelostylina (Gradiella) cucullus Böhm, 1895
    -  † Coelostylina (Gradiella) emmrichi Bohm, 1895
    -  † Coelostylina (Gradiella) fedaiana Kittl, 1894
    -  † Coelostylina (Gradiella) gradata Hoernes, 1856
    -  † Coelostylina (Gradiella) haueri Stoppani, 1857
    -  † Coelostylina (Gradiella) ignobilis Böhm, 1895
    -  † Coelostylina (Gradiella) maculata Stoppani, 1858
    -  † Coelostylina (Gradiella) olivi Stoppani, 1858
    -  † Coelostylina (Gradiella) scissa Böhm, 1895
    -  † Coelostylina (Gradiella) semigradata Kittl, 1894

  - Ondergeslacht  † Coelostylina (Pseudochrysalis) Kittl, 1894
    -  † Coelostylina (Pseudochrysalis) chrysaloides Kittl, 1894
    -  † Coelostylina (Pseudochrysalis) stotteri Klipstein, 1843
    -  † Coelostylina (Pseudochrysalis) subovata Münster, 1841

  - Ondergeslacht  † Coelostylina (Siphonophyla) Kittl, 1894
    -  † Siphonophyla concentrica Munster, 1841
    -  † Siphonophyla desori Kittl, 1894